# Пугачёвская улица (Самара)
Пугачёвская у́лица — улица в Кировском районе городского округа Самара от улицы Победы до Черемшанской. Восточная граница массива Безымянка. Улицу разделяет на две части Парк имени 50-летия Октября (в границах улиц Ставропольской и Енисейской). Парк «прописан» по адресу: Ташкентский переулок, 39, но центральный вход в него — именно с Пугачёвской улицы.

## Этимология годонима
До 3 марта 1949 года улица называлась Пе́рвая ли́ния Безымя́нки. Переименована в память о Емельяне Ивановиче Пугачёве, восстание которого 25 декабря 1773 года захватило и Самару.

## Здания и сооружения
- № 4А — отделение Сбербанка
- № 73 — «ГазТехСервис»
- Автомойка на Пугачёвской
- № 73А — МП «ПассажироАвтоТранс»

## Транспорт
- Начало улицы: трамваи № 8, 10, 13, 24, 24к; автобусы № 7, 8, 27, 75.
- Середина улицы (пересечение с проспектом Металлургов): троллейбусы № 4, 7, 15; автобусы № 21, 34, 68.
- Конец улицы: трамваи № 21, 24, 25; автобус № 9.[2]

## Почтовые индексы
Отделения связи № 34, 77, 98
- 443077: чётные дома № 2-10, 22, 34-36, нечётные дома № 19-27
- 443098: чётные дома № 72-94, нечётные дома № 71-101
- 443034: № 40, нечётные дома № 57-61[3]